# Bogalinac
Bogalinac es un pueblo ubicado en la municipalidad de Rekovac, en el distrito de Pomoravlje, Serbia.

## Superficie
Posee una superficie de 10,43 kilómetros cuadrados.

## Demografía
Hasta 2011 la población era de 118 habitantes, con una densidad de población de 11,31 habitantes por kilómetro cuadrado.